# Hymenasplenium murakami-hatanakae
Hymenasplenium murakami-hatanakae là một loài dương xỉ trong họ Aspleniaceae. Loài này được Nakaike mô tả khoa học đầu tiên năm 1992.
Danh pháp khoa học của loài này chưa được làm sáng tỏ. 